# Habana Abierta
Habana Abierta es un colectivo de músicos cubanos, que fusiona diversos estilos musicales en sus composiciones.
Se reunían en la esquina de 13 y 8 en el Vedado, lugar que conglomeraba, por los años 80, músicos que empezaban a crear un nuevo sonido en Cuba. Un sonido lleno de influencias externas mezcladas con ritmos nacionales, un sonido más universal, más abierto. El sonido de la nueva generación, la que nació en la Cuba de los 70, creció y se formó en los 80 y maduró en plena crisis económica.

## Integrantes
- Vanito Brown
- Luis Barbería
- Alejandro Gutiérrez
- José Luis Medina

A lo largo de su historia ha contado también con Boris Larramendi, Kelvis Ochoa, Pepe del Valle y Andy Villalón, y con la colaboración de artistas como Alain Pérez.

## Orígenes
Provenientes en su mayoría de la Peña de 13 y 8 llegaron a Madrid en 1996 a promover el álbum "Habana Oculta" producido por Gema Corredera y Pavel Urquiza. Un año más tarde pasan a denominarse definitivamente Habana Abierta y graban su primer disco homónimo.
A partir de la grabación del segundo disco “24 horas” se convirtieron en un fenómeno musical totalmente inusual. Los discos se pasaban de mano en mano, quemándose copias, lo que llevó a que el público de Habana Abierta creciera mucho más allá de los que los habían conocido en los años de 13 y 8. Desde diciembre del 2002 hasta enero del 2003 se hicieron presentaciones individuales de cada uno de sus integrantes en teatros de La Habana, cantando para su público por primera vez desde la partida a España. Las presentaciones culminaron con un gran concierto en La Tropical, el Palacio de la Salsa, en Playa, donde asistieron alrededor de 10,000 personas. Todas las canciones fueron cantadas por el público letra por letra, a pesar de ser el primer y único concierto del grupo completo en la isla, hasta el momento.
La banda es la voz de una generación, mitad aún en Cuba, mitad fuera de la isla a causa del éxodo causado por la situación política y económica del país. 
Cada uno de sus integrantes tiene un estilo muy particular, que los diferencia y a la vez se complementan. Al grabar los discos, escogen entre todos las mejores canciones de cada uno y forman esa mezcla musical que sencillamente es pura energía y talento cubano.
Repitieron concierto en la Tropical el 5 de septiembre de 2012 a casi 10 años de su última presentación en La Habana. Este concierto se puede considerar un éxito total gracias a la audiencia asistente la cual tarareo todos sus temas.

## Discografía
- "Habana Oculta", Nube Negra, 1995.
- "Habana Abierta", BMG Ariola, 1997.
- "24 horas", BMG Ariola, 1999.
- "Boomerang", EMI/Calle 54, 2005.
- "1234", HABANABIERTA, 2011.

## Estilo
Su música es una fusión de ritmos que podrían llamarse como ellos mismos los denominan "rockason", "timbaconrock", "rumbaconfunk" o "congaconpop".